# Welfensberg
Welfensberg ist ein Kirchdorf in der politischen Gemeinde Wuppenau im Kanton Thurgau in der Schweiz. Das am Nordhang des Nollens liegende Dorf gehörte von 1803 bis 1971 zur Ortsgemeinde Wuppenau.

## Geschichte

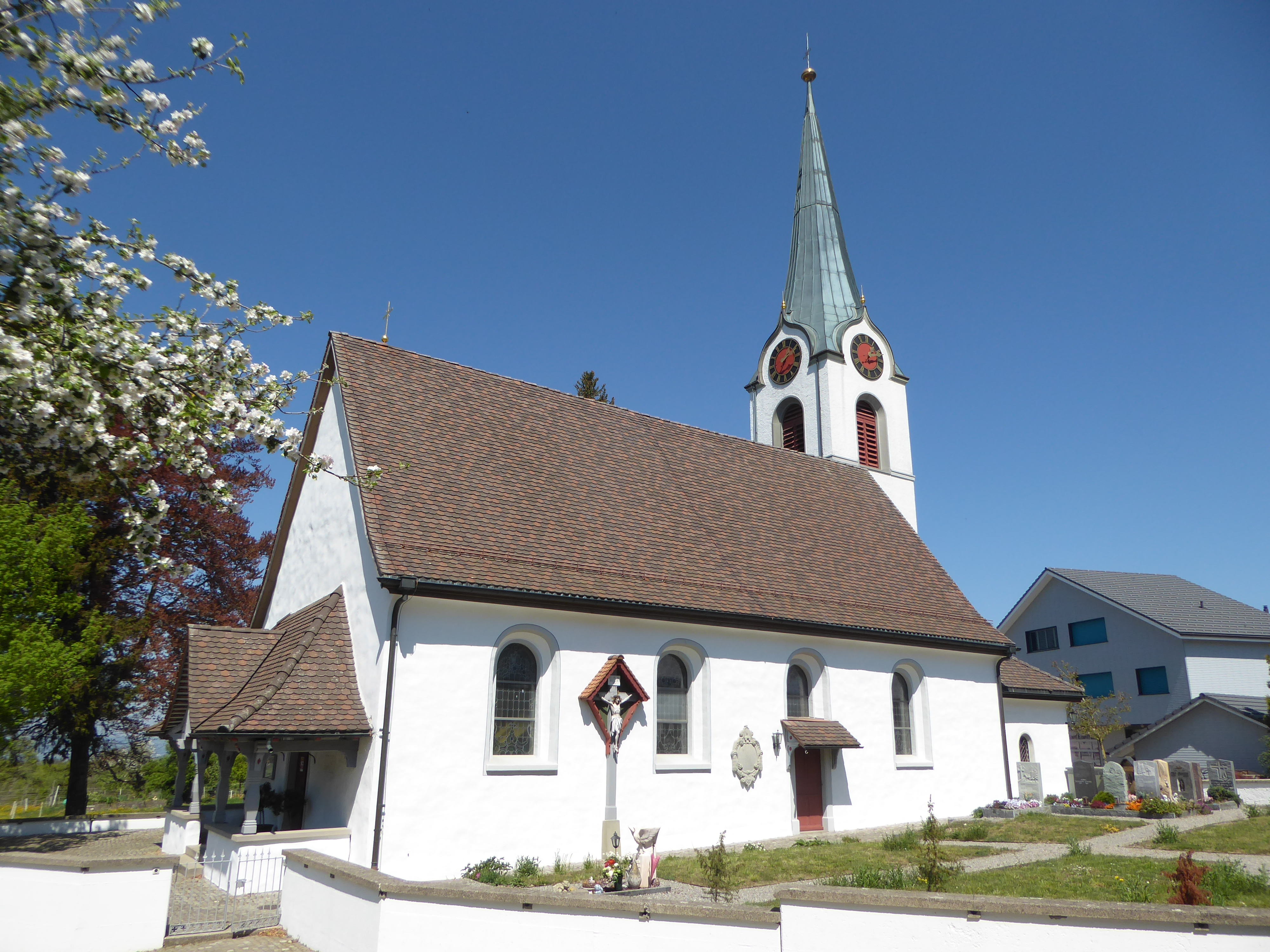
Kirche St. Laurentius, 1706 als Ersatz einer kleinen Kapelle erbaut. 1925–1927 erfolgte eine Erhöhung des Turm, der am 25. Juli 1929 einstürzte.

Die 1275 erstmals als Wælphrisperch erwähnte Pfarrei, die Welfensberg und Leuberg umfasste, wurde vermutlich von den Edlen von Leuberg als Eigenkirche gestiftet. Später erwarb das Kloster St. Gallen die Kollatur, die 1420 den Freiherren von Anwil und bald nach 1499 den von Helmsdorf verliehen war. 1534 kaufte das Stift St. Gallen das Lehen zurück. Das Dorf gehörte bis 1798 zum Freigericht Thurlinden. 1805 kam die Kollatur an den thurgauischen Administrationsrat, 1831 an die Gemeinde.
1529 nahm Welfensberg die Reformation an, kehrte aber 1531 zum katholischen Glauben zurück. Ab 1534 wurde Welfensberg vom Kaplan von Wil SG betreut, bis es 1735 dank einer Stiftung einen Pfarrer anstellen konnte. 1706 bis 1708 entstand die Kirche St. Laurentius. 1869 lehnte das Dorf die Vereinigung mit Wuppenau ab. 1871 wurden Welfensberg die Katholiken von Hosenruck zugeteilt. Die Reformierten waren nach Bussnang pfarrgenössig, besuchten aber bis 1703 die Predigt in Neukirch an der Thur. 1712 teilte man sie Schönholzerswilen zu. Nach einer Renovation und einer Erhöhung des Kirchturmes stürzte dieser 1929 in sich zusammen.
In Welfensberg wurden Acker-, Wiesen- und Obstbau, im späten 19. Jahrhundert Milchwirtschaft und um 1900 Stickerei betrieben.

## Bevölkerung

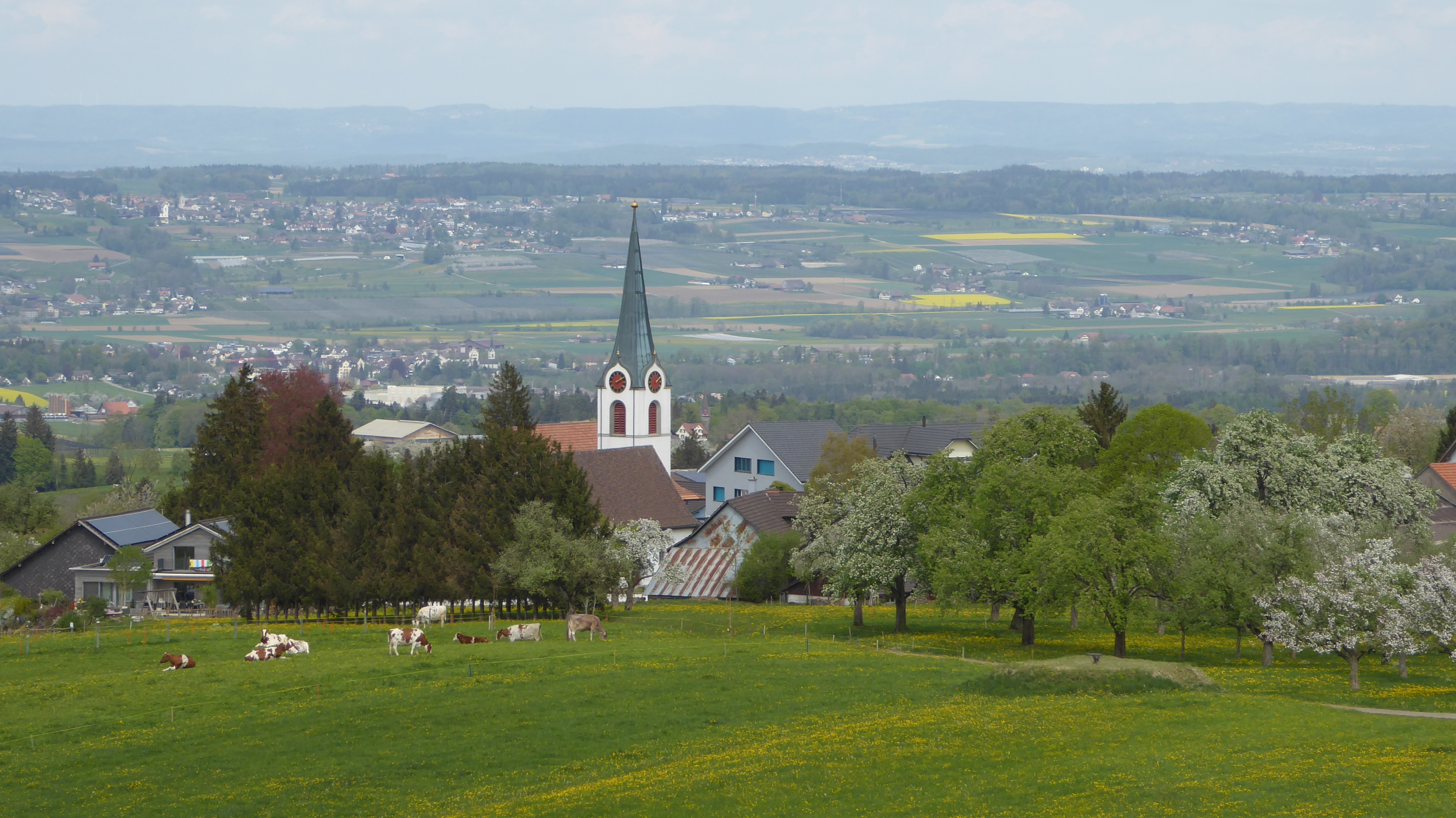
Blick vom Nollen auf Welfensberg

| Jahr      | 1800  | 1880  | 1960  | 2000  | 2010  |
| Einwohner | 123   | 97    | 40    | 35    | 39    |
| Quelle    | [ 2 ] | [ 2 ] | [ 2 ] | [ 2 ] | [ 1 ] |

## Sehenswürdigkeiten
Die Katholische Kirche St. Laurentius und die ehemalige Wirtschaft «Linde» sind in der Liste der Kulturgüter in Wuppenau aufgeführt.